# Михайлова, Алёна Дмитриевна
Алёна Дми́триевна Миха́йлова (род. 11 октября 1995, Пермь) — российская актриса театра и кино.

## Биография
Родилась 11 октября 1995 года в Перми. В детстве активно занималась спортом — гимнастикой, греблей, лёгкой атлетикой, футболом, баскетболом, но вынуждена была отказаться от спортивной карьеры из-за травмы. Ещё в школьные годы она участвовала в школьных постановках и проявляла интерес к актёрству, поэтому после окончания школы поступила в Пермский государственный институт культуры на специальность «Актриса театра и кино» (мастерская Татьяны Жарковой). После окончания института переехала в Москву, где и началась её кинокарьера.
Серьёзно увлекается танцами, хотя признаётся, что никогда не училась танцевать.
Свою первую главную роль Алёна сыграла в фильме «Люби их всех», представленном в конкурсе «Кинотавр-2019». Широкой публике актриса стала известна после главной роли Марины в сериале «Чики» (2020), который получил пять наград премии Ассоциации продюсеров кино и телевидения, стал самым популярным и обсуждаемым сериалом в 2020 году, а также самым успешным проектом онлайн-сервиса more.tv, собрав более 13 млн просмотров.
В 2022 году Михайлова сыграла роль Антонины Милюковой в драме Кирилла Серебренникова «Жена Чайковского». Фильм вошёл в основную конкурсную программу Каннского кинофестиваля, высокий уровень Михайловой отметили даже критики, скептически принявшие саму картину.

## Фильмография
| Год       |   | Название                 | Роль                     |
| --------- | - | ------------------------ | ------------------------ |
| 2018      | с | Надломленные души        | Даша, дочь Егора         |
| 2019      | с | В клетке                 | Надя                     |
| 2019      | ф | Люби их всех             | Вера                     |
| 2020      | с | Водоворот                | Муха                     |
| 2020      | с | Чики                     | Марина Шупенина          |
| 2020      | с | Волк                     | Маша                     |
| 2021      | с | Официально красивые      | Имя персонажа не указано |
| 2021      | с | За час до рассвета       | Ольга                    |
| 2021—2022 | с | Секреты семейной жизни   | Полина                   |
| 2021      | с | Клиника счастья          | Татьяна                  |
| 2021      | ф | Общага                   | Кира Колесникова         |
| 2022      | ф | Жена Чайковского         | Антонина Милюкова        |
| 2024      | с | Калимба                  | Катя                     |
| 2024      | с | Амура                    | Аня и Надя Вдовины       |
| 2024      | с | Преступление и наказание | Соня Мармеладова         |

## Участие в музыкальных проектах
В 2018 году снялась в музыкальном клипе Tesla Boy «Compromise».
В 2021 году снялась в клипе "Вкусна", песню создали актёр Евгений Цыганов и петербургский музыкант Невестина.

## Награды и номинации
Лауреат премии Chopard Talent Award 2020 за роль в фильме «Люби их всех».